# فوکر ام.۶
فوکر ام.۶ (انگلیسی: Fokker M.۶) یک هواپیمای ساخت فوکر است که برای اولین بار در ژوئن ۱۹۱۴ به پرواز در آمده‌است.